# Лонді
Ло́нді (ест. Londi küla) — село в Естонії, у волості Валґа повіту Валґамаа.

## Населення
Чисельність населення на 31 грудня 2011 року становила 23 особи.

## Історія
До 22 жовтня 2017 року село входило до складу волості Карула.